# Степовое (Константиновский поселковый совет)
Степовое (укр. Степове), поселок, 
Костянтиновский поселковый совет,
Краснокутский район,
Харьковская область.
Код КОАТУУ — 6323555403. Население по переписи 2001 года составляет 9 (4/5 м/ж) человек.

## Географическое положение
Поселок Степовое находится в верховьях балки Карайков Яр, на расстоянии в 2 км от села Вязовая.
Рядом с посёлком проходит узкоколейная железнодорожная ветка, станция Молочарка.

## История
- 1801 — дата основания.

## Экономика
- Краснокутский нефтегазопромысел.